# Lewistown (Montana)
Lewistown es una ciudad situada en el condado de Fergus, Montana, Estados Unidos. Tiene una población estimada, a mediados de 2022, de 6076 habitantes.
Es la sede del condado.

## Geografía
La localidad está ubicada en las coordenadas 47°3′5″N 109°27′9″O / 47.05139, -109.45250 (47.05138, -109.452399). Según la Oficina del Censo de los Estados Unidos, tiene una superficie total de 14.82 km², correspondientes en su totalidad a tierra firme.

## Demografía
Según el censo de 2020, en ese momento la ciudad tenía una población de 5952 habitantes. La densidad de población era de 401.62 hab./km². El 91.65% de los habitantes eran blancos, el 0.24% eran afroamericanos, el 1.76% eran amerindios, el 0.57% eran asiáticos, el 0.50% eran de otras razas y el 5.28% eran de una mezcla de razas. Del total de la población, el 2.65% eran hispanos o latinos de cualquier raza.